# Cappella Capponi
La cappella Barbadori, poi Capponi, si trova nella chiesa di Santa Felicita a Firenze, immediatamente alla destra di chi entra dall'ingresso principale. La cappella, oltre che essere un'importante opera del percorso artistico di Filippo Brunelleschi, è famosa per conservare l'Annunciazione e soprattutto la Deposizione, una grande tavola considerata uno dei capolavori di Pontormo e del Manierismo in generale.

## Storia

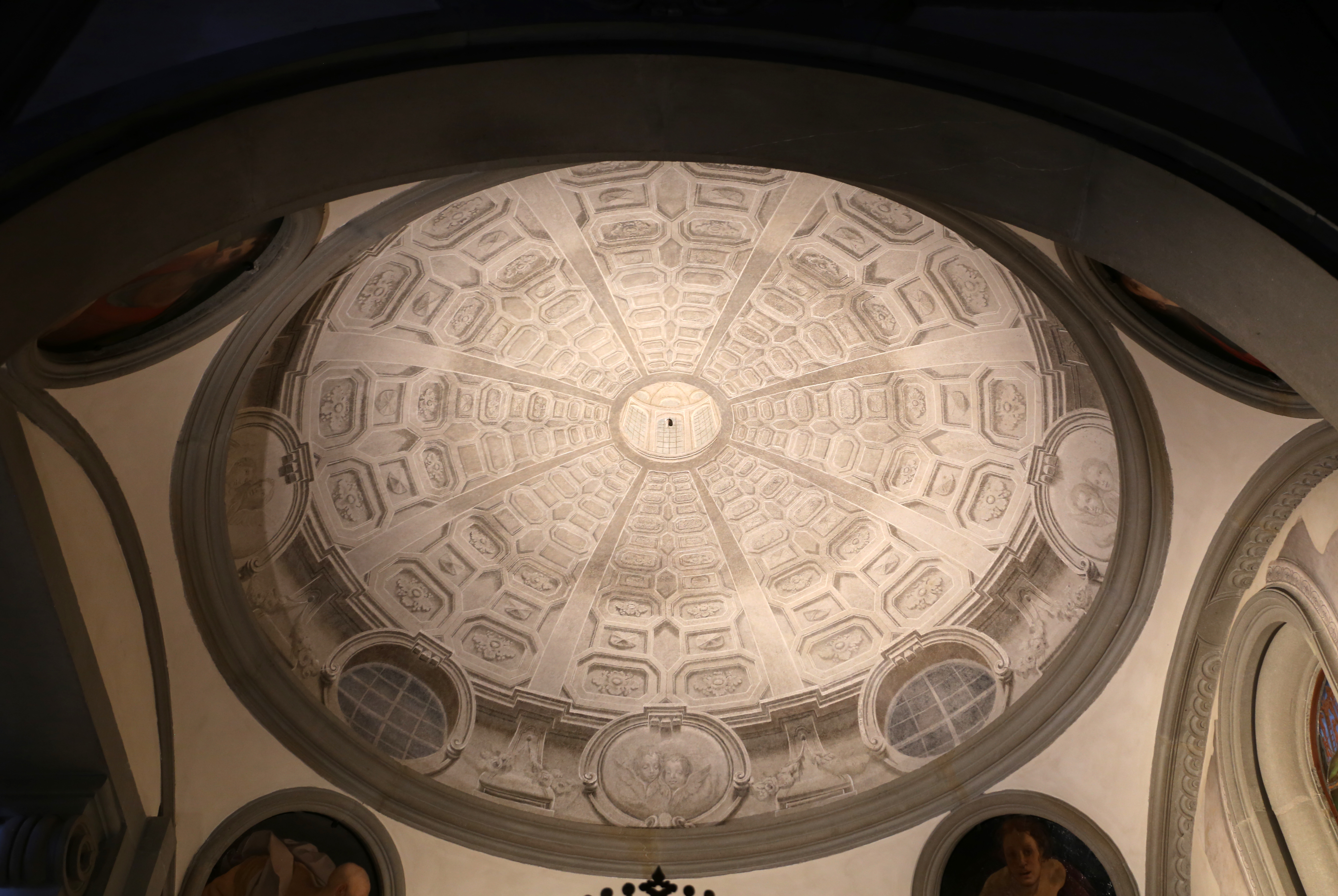
La cupoletta decorata da Domenico Stagi, riscoperta solo nel 2018

Bartolommeo Barbadori commissionò la cappella di famiglia a Filippo Brunelleschi attorno al 1420. Con la distruzione della cappella Ridolfi in San Jacopo sopr'Arno, questa cappella è la più antica opera del genere costruita da Brunelleschi che ci sia pervenuta, nonostante i pesanti rimaneggiamenti successivi, ed una delle prime tappe del percorso di riflessione del grande architetto sul tema degli edifici a pianta centrale. La cappella, dedicata alla Vergine, venne probabilmente costruita per onorare un affresco dell'Annunciazione, dipinto sulla controfacciata proprio come l'immagine miracolosa dell'Annunciazione alla Santissima Annunziata, come se ne trovano anche in San Marco e in Santa Maria Novella. Nello stesso punto poi Pontormo affrescò il medesimo soggetto.

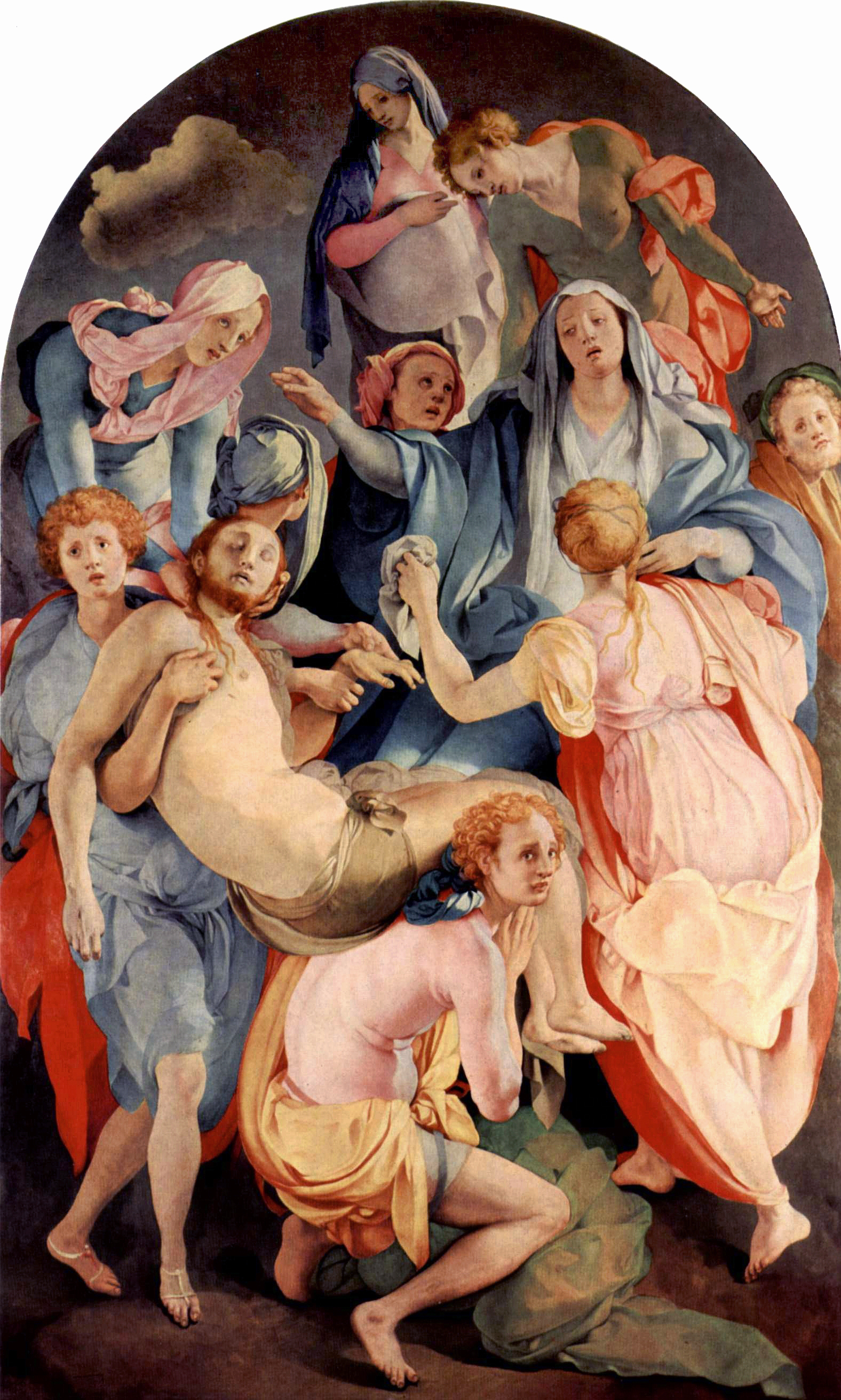
Deposizione di Pontormo

La cappella fu ceduta nel 1487 ad Antonio Paganelli e dal 22 maggio 1525 Bernardo Paganelli la vendette alla famiglia Capponi, in particolare a Lodovico di Gino, che abitava nella vicina via de' Bardi. Egli, da poco tornato da Roma e ormai quarantenne, era desideroso di preparare un luogo per la sepoltura sua e della sua famiglia, come risulta da un documento del 1º luglio 1525 con il quale ordinò una serie di disposizioni finanziarie per la cura delle anime, quali nuovi arredi sacri (paliotto, candelabri, ecc.) e la dicitura di cinque messe settimanali. Il Capponi cambiò anche la dedicazione, dall'Annunciazione alla Pietà (un tema più adatto alla destinazione funeraria), e la fece quindi restaurare e ridecorare da Jacopo Pontormo (su consiglio di Niccolò Vespucci), aiutato dal giovane Agnolo Bronzino. Al 1526 risale anche la vetrata di Guillaume de Marcillat.
Non è chiaro se la scelta del Capponi sul Pontormo si basò solo sui meriti artistici o se egli condividesse col pittore simpatie per le idee di riforma della Chiesa, che in quegli anni erano spesso viste come causa giusta da parte di alcuni ecclesiastici. Tali sospetti influenzarono a lungo una valutazione negativa dell'artista, a partire dal controriformato Giorgio Vasari, che non mancò di criticare la predilezione per i maestri tedeschi e l'allontanamento dalla "bella maniera" fiorentina. Nel 1528 l'artista, che aveva categoricamente richiesto una protezione ("una turata") per non svelare anzitempo le sue particolarissime novità figurative, terminò il suo lavoro. La cappella quindi, "con meraviglia di tutta Firenze", fu finalmente "scoperta e veduta".
Nel secondo decennio del Seicento Orazio Capponi, vescovo di Carpentras, inserì il Monumento reliquiario a san Carlo Borromeo tra le due figure dell'Annunciazione di Pontormo.
Nel 1722 Ferrante Capponi fece nuovamente restaurare la cappella, facendo collocare un nuovo altare arricchito da marmi policromi e facendola chiudere con un cancelletto in ferro battuto tuttora esistente, che reca l'arme della famiglia. Forse risale a quell'epoca lo spostamento del tondo con la Madonna col Bambino di Pontormo, già sull'altare, alla cappellina del proprio palazzo privato.
Dopo il 1735, al tempo del rifacimento della chiesa per opera di Ferdinando Ruggieri, venne risistemato l'aspetto esterno della cappella. Nel 1765-1767 poi fu distrutta e ricostruita la volta per permettere la creazione del coretto dell'affaccio del principe nella navata della chiesa, lungo il camminamento del Corridoio vasariano, perdendo sia l'originaria cupoletta brunelleschiana, sia l'affresco pontormesco del Dio Padre, probabilmente distrutto deliberatamente per la rappresentazione non canonica del soggetto, contraria ai dettami successivi della Controriforma.
Durante il restauro concluso nel 2018 è stata riscoperta la decorazione architettonica della cupola interna, opera di Domenico Stagi riferibile al 1770 circa.

## Descrizione

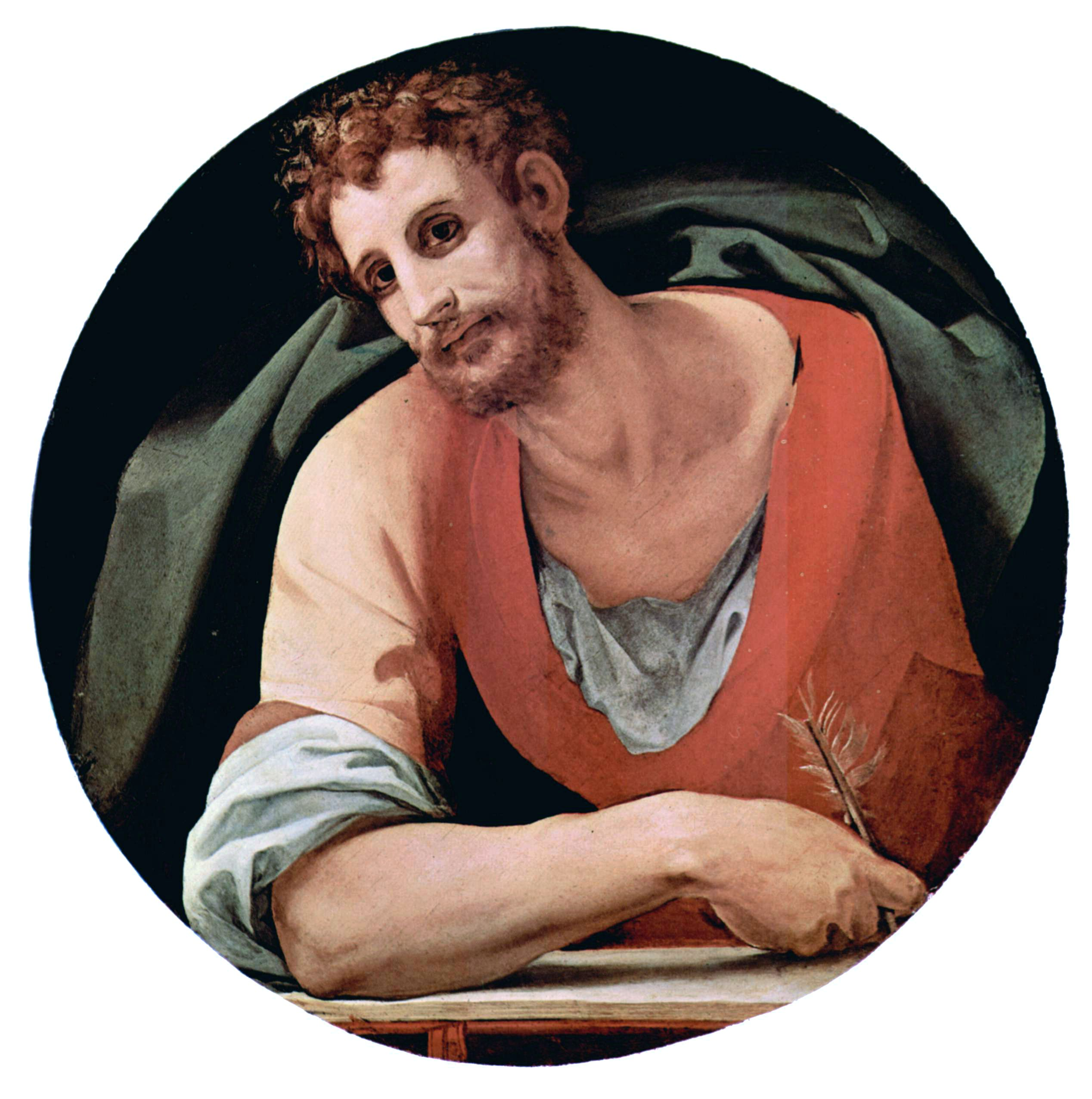
Pontormo e Bronzino, l'Evangelista Marco

### Architettura
La cappella venne costruita da Brunelleschi negli anni in cui era attivo al portico dello spedale degli Innocenti e mentre stava dimostrando la fattibilità della cupola di Santa Maria del Fiore senza bisogno di armatura. In tal senso la cappella Barbadori fu una conferma di quanto già dimostrato nel perduto saggio della cupoletta della cappella Ridolfi in San Jacopo Sopr'Arno, anche se neanche la copertura quattrocentesca della cappella Barbadori ci è giunta. Manetti, nella biografia di Brunelleschi, descrisse l'opera come di "nuova foggia a quello tempo e bellissima".
Varie ipotesi sono state fatte circa l'aspetto originario della cappella, tra cui quella che assomigliasse all'architettura illusionistica della Trinità di Masaccio. La critica più recente è comunque incline a ritenere che, oggi come all'epoca in cui vi lavorò Pontormo, l'aspetto sia sostanzialmente inalterato, con l'eccezione della cupola (oggi probabilmente più ribassata) e dell'aspetto esterno che venne rimaneggiato dal Ruggieri dopo il 1736.
La cupola emisferica, poi distrutta e rifatta, poggiava su un ambiente cubico, raccordandosi con quattro pennacchi tra gli archi a tutto sesto delle pareti; in ciascuno di essi si trovava un oculo cieco, dove oggi si trovano gli affreschi degli Evangelisti di Pontormo e Bronzino. Innovativo era l'uso agli angoli di doppie semicolonne ioniche, invece dei tradizionali pilastri gotici; esse, sui lati esterni, si appoggiano su pilastri angolari corinzi. Lo schema, che ripropone, isolandolo, il modello della campata del portico dello spedale degli Innocenti, venne poi riproposto con poche varianti nella Sagrestia Vecchia e nella cappella Pazzi.

### I dipinti

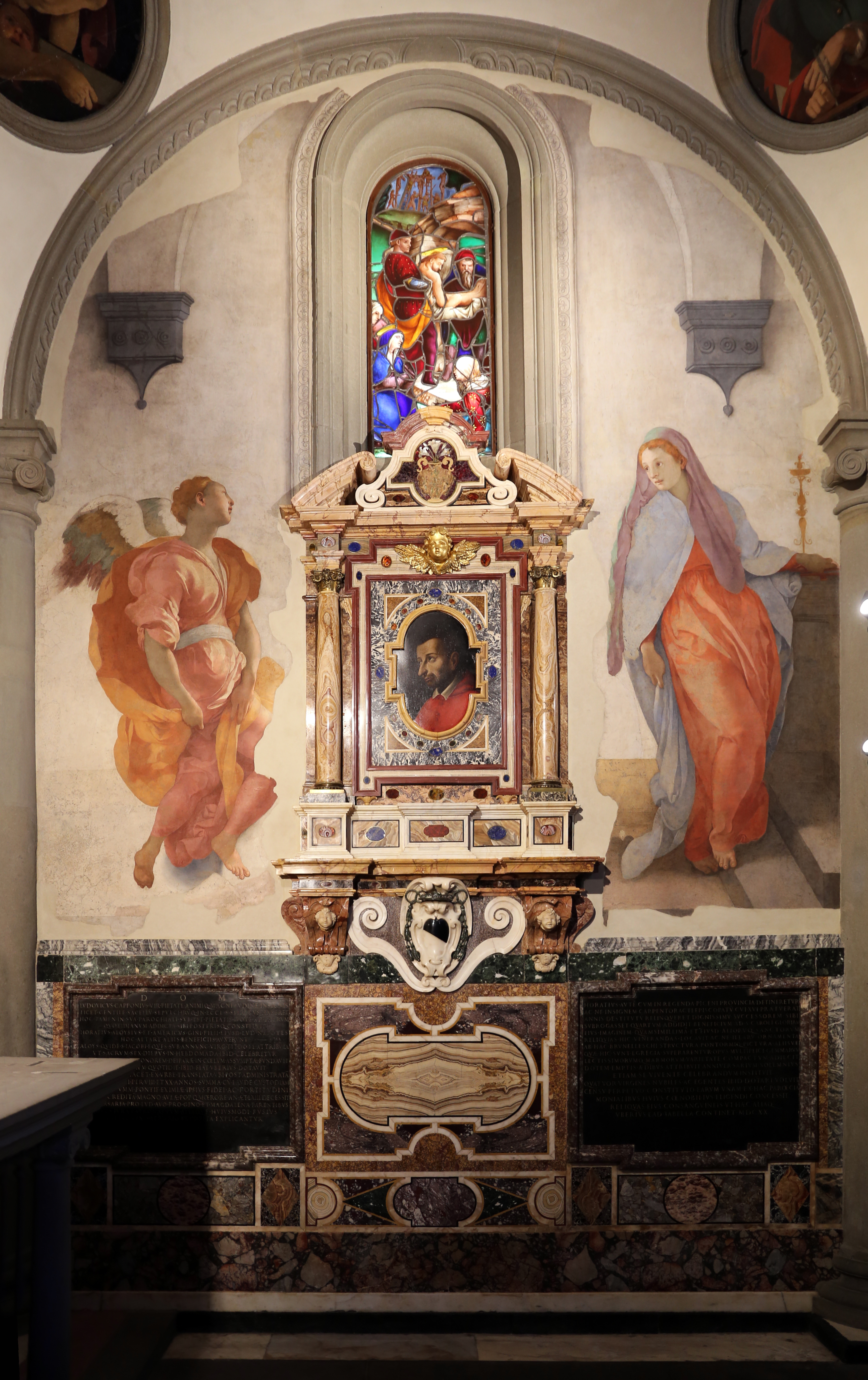
Annunciazione di Pontorno e tabernacolo

Il tema della decorazione cinquecentesca della cappella era quello della resurrezione dell'anima: dalla morte, illustrata dalla Deposizione, il corpo di Cristo veniva probabilmente proiettato dalle linee ascensionali verso il suo posto durante accanto al Padre, affrescato nella volta, per il giorno del Giudizio.
Sull'altare della cappella spicca nella cornice cinquecentesca originale il capolavoro manierista del Pontormo, la Deposizione o Trasposto di Cristo al sepolcro, eseguito fra il 1525 ed il 1528, che presenta tutti caratteri più riconoscibili di questo stile: colori sgargianti ed innaturali, allungamento delle figure, composizione complessa delle pose dei personaggi. Essi sono come sospesi a mezz'aria ed esprimono diverse emozioni, dalla disperazione della Madonna alla rassegnazione. Il peso del Cristo sembra annullarsi nell'atmosfera luminosa e rarefatta.
Al di sotto, al centro del paliotto dell'altare, era inserita la tavola coeva con la Madonna col Bambino, anch'essa del Pontormo, oggi conservata in Palazzo Capponi delle Rovinate.
Sulla parete ovest figura un altro importante lavoro, l'affresco con l'Annunciazione. Nei pennacchi della cupola sono affrescati i Quattro Evangelisti, raffigurati in illusionistiche pose che tendono a travalicare il limite angusto dei tondi in cui sono inseriti. Il San Giovanni, costruito con vibranti pennellate, è opera del Pontormo, come presumibilmente il San Marco, mentre il San Luca, dalle stesure più compatte, e probabilmente il San Matteo sono stati eseguiti dal giovane Bronzino, che per alcuni potrebbe essere l'autore anche del San Marco. L'affresco della volta, dove era dipinto Dio Padre con quattro Patriarchi, è andato perduto.
Questi affreschi furono danneggiati durante la costruzione del coretto e furono poi restaurati da Domenico Stagi.

### La vetrata e altre opere

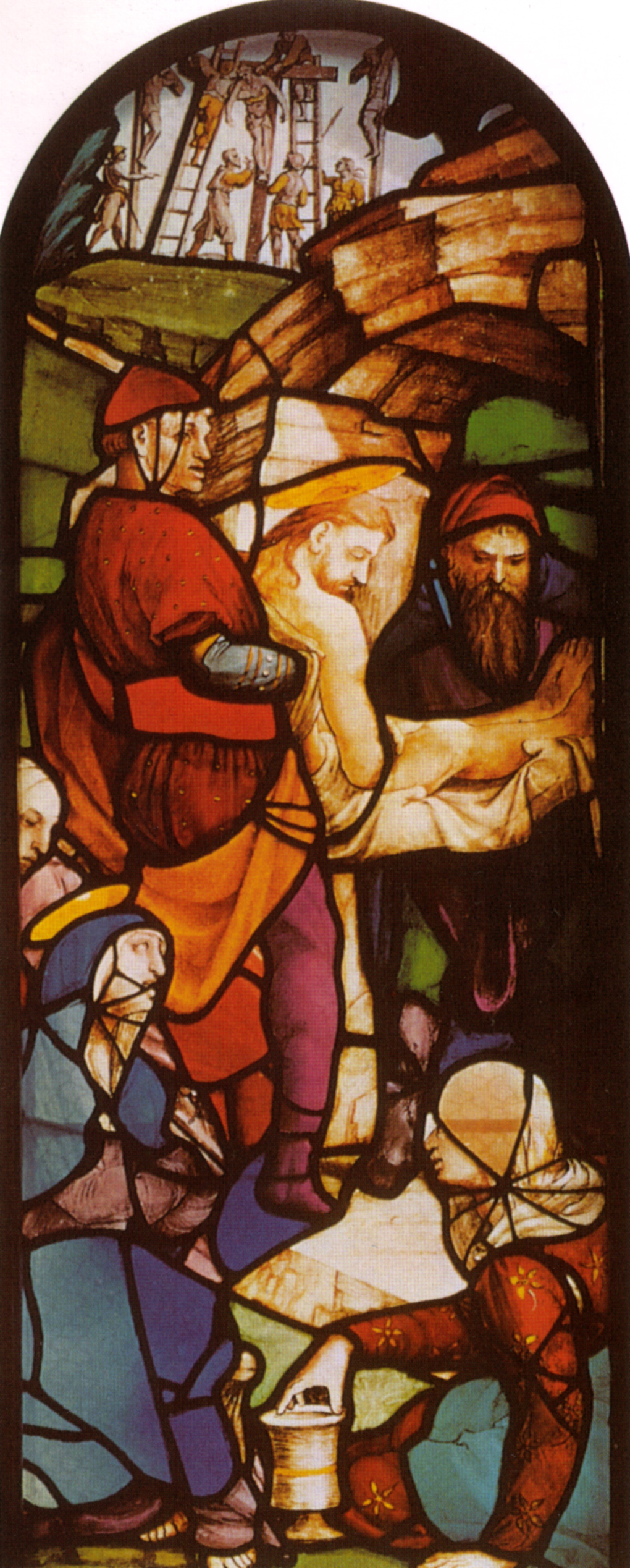
La vetrata

Verso la facciata della chiesa si trova la copia di una vetrata col Trasporto al sepolcro eseguita nel 1526 da Guillaume de Marcillat di Verdun, fondatore di una celebre scuola di vetrai, diretta dai frati Gesuati. La vetrata originale fu tolta dal suo posto durante la seconda guerra mondiale per evitarle possibili, irreparabili danni e conservata a palazzo Capponi alle Rovinate; solo nel 1997 ne venne realizzata una copia dalla vetreria Polloni, da ricollocare in loco. Nella vetrata è rappresentato il Trasporto di Cristo nel sepolcro tra la Vergine e la Maddalena e con la Deposizione dalla croce a monocromo sullo sfondo. Si tratta apparentemente di un tema doppio a quello della pala, ma in realtà ne rappresenta forse il momento immediatamente precedente e immediatamente successivo. Alla vetrata inoltre guardano i protagonisti dell'Annunciazione sulla stessa parete, l'Angelo come rivelazione luminosa di Dio, la Vergine come prefigurazione del destino tragico del figlio, pur senza esserne turbata nella certezza della resurrezione.
Sotto questa finestra è presente un ritratto di san Carlo Borromeo, di autore ignoto, dentro un piccolo tabernacolo di marmi policromi: questo ritratto fu donato da Orazio Capponi, vescovo di Carpentras alla cappella della sua famiglia. Il tabernacolo fu disegnato da Jacopo Barozzi da Vignola. Ai lati di questo tabernacolo ci sono due iscrizioni in marmo nero per commemorare la fondazione della cappella.
Quasi certamente sotto a questo tabernacolo si trovava un altare, dove alcuni documenti riscoperti recentemente hanno provato che fosse collocata nel paliotto la Madonna col Bambino, delicata opera di Pontormo oggi nella cappellina privata di palazzo Capponi alle Rovinate.

### Tema
Sul tema generale della cappella scrisse una bella pagina Philippe Costamagna. La destinazione funebre dell'ambiente sacro è legata al tema della resurrezione dell'anima a cui aspira ogni defunto. Fin dall'annunciazione il Bambino è riconosciuto come il Redentore la cui morte riscatterà il genere umano. La morte è messa in scena nella pala d'altare e nella vetrata, ma la luce che trapassa entrambe e le fa risaltare è carica della speranza divina: Maria annunciata è infatti conscia non solo della morte del figlio, ma anche della sua resurrezione, grazie anche alla testimonianza degli evangelisti rappresentati nei pennacchi. E in alto Dio riceveva l'anima del figlio, proprio come quella di tutti i defunti.

## Bibliografia

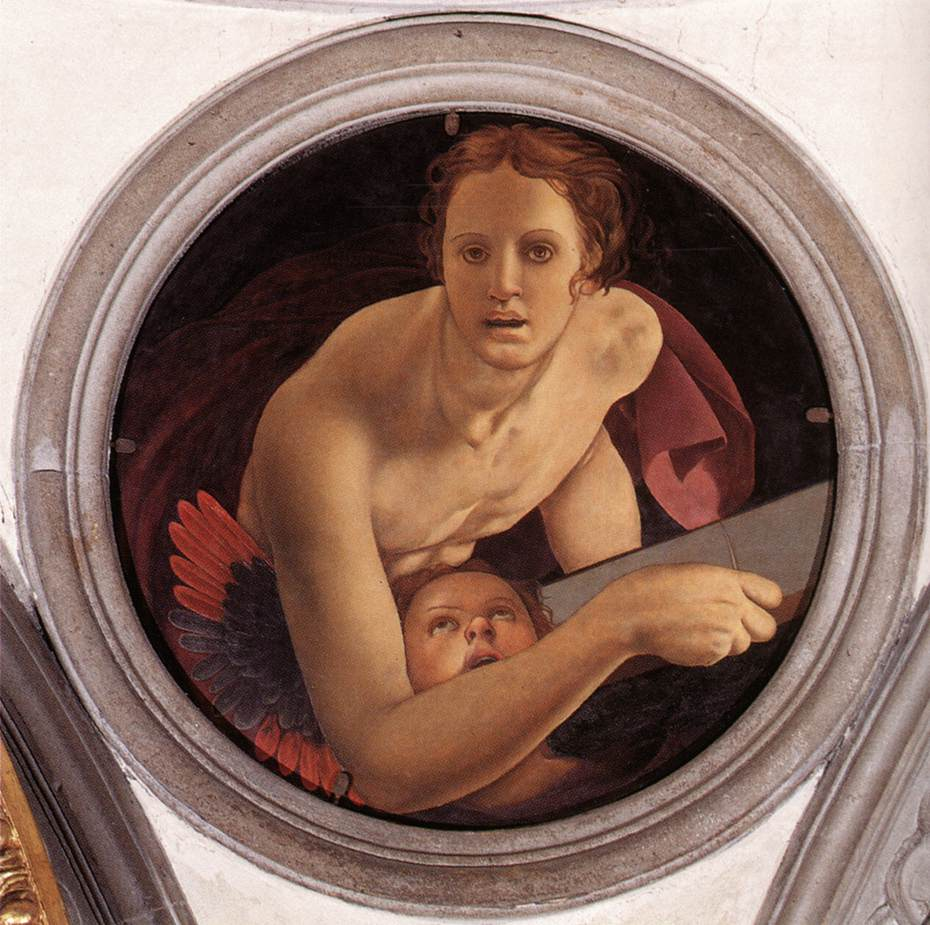
Bronzino, l'Evangelista Matteo